# .рф
.рф (Punycode: xn--p1ai; Russisch: Росси́йская Федера́ция, Russische Federatie) is de domeinextensie (ccTLD) die is toegewezen aan Rusland. Ze werd geïntroduceerd in 2008, door de ICANN goedgekeurd op 30 oktober 2009 en op 25 november 2009 daadwerkelijk aan de Russische Federatie toegewezen. De extensie trad in werking op 12 mei 2010.
Uitsluitend domeinnamen in het Cyrillische schrift worden toegestaan. Het is het eerste Cyrillische domein ter wereld. Bulgarije en Oekraïne hebben ook verzoeken ingediend, voor respectievelijk .бг en .укр.